# شبکه اینترنت منطقه‌ای

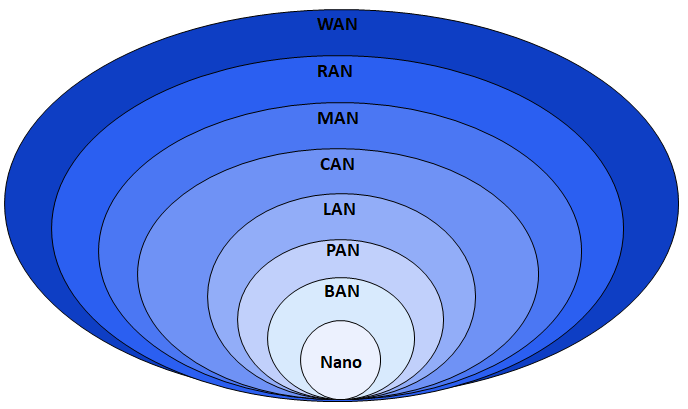
شبکه اینترنت (IAN) مفهومی‌است برای یک شبکه ارتباطات که نقاط انتهایی صدا و داده را در یک فضای ابری از طریق IP متصل می‌کند

شبکه اینترنت (IAN) مفهومی‌است برای یک شبکه ارتباطات  که نقاط انتهایی صدا و داده را در یک فضای ابری از طریق IP متصل می‌کند، جایگزین شبکه  محلی (LAN)، شبکه گسترده (WAN) یا سوئیچ عمومی شبکه تلفنی (PSTN).

## بررسی اجمالی
توضیح‌دهندگان  آن را الگوی شبکه ای آینده  یک IAN به طور ایمن نقاط انتهایی را از طریق اینترنت عمومی متصل می‌کند ، بنابراین آنها می توانند بدون اتصال به یک مکان فیزیکی ، ارتباط و تبادل اطلاعات و داده‌ها را انجام دهند.
بر خلاف LAN ، که کامپیوترها را در یک منطقه محدود مانند خانه ، مدرسه ، آزمایشگاه رایانه یا ساختمان اداری یا WAN به هم متصل می‌کند ، این شبکه ای است که یک منطقه وسیع را پوشش می‌دهد ، مانند هر شبکه مخابراتی که از طریق کلانشهر، منطقه‌ای، یا مرزهای ملی ، با استفاده از حمل و نقل شبکه خصوصی یا عمومی، IAN مشخصات جغرافیایی شبکه را کاملاً حذف می‌کند زیرا برنامه‌ها و سرویس‌های ارتباطی مجازی شده‌اند. نقاط انتهایی فقط باید از طریق اتصال باند پهن از طریق اینترنت متصل شوند.
یک بستر IAN که توسط یک ارائه دهنده خدمات مدیریت شده در فضای ابری میزبانی می شود ، از طریق اتصال اینترنت به کاربران امکان دسترسی ایمن به اطلاعات را از هر کجا و در هر زمان فراهم می‌کند. کاربران همچنین از هر نقطه پایانی مصل به تلفن ، پست صوتی ، پست الکترونیکی و نمابر دسترسی دارند. برای مشاغل ، مدل میزبان هزینه های فناوری اطلاعات و ارتباطات را کاهش می دهد ، در برابر از دست دادن داده ها و خرابی فاجعه محافظت می کند ، در حالی که از طریق افزایش بهره‌وری کارمندان و کاهش هزینه های مخابراتی بازده بیشتری از منابع سرمایه گذاری شده آنها را تحقق می‌بخشد. 